# Championnat d'Asie de rugby à XV 2024
 (mai 2024).
Si vous disposez d'ouvrages ou d'articles de référence ou si vous connaissez des sites web de qualité traitant du thème abordé ici, merci de compléter l'article en donnant les références utiles à sa vérifiabilité et en les liant à la section « Notes et références ».
Ne doit pas être confondu avec Championnat d'Asie féminin de rugby à XV 2024.
Navigation
Tournoi 2023 Tournoi 2025
Le championnat d'Asie de rugby à XV 2024 est la 35e édition du championnat d'Asie de rugby à XV, compétition annuelle de rugby à XV qui voit s'affronter les nations membres de Asia Rugby. Les pays participants sont répartis en deux divisions continentales, avec un système de promotions et de relégations,. 

## Participants
| Championship (ARC) - Hong Kong - Corée du Sud - Malaisie - Émirats arabes unis | Division 1 - Inde - Sri Lanka - Kazakhstan - Qatar |

## Championship
Contrairement aux éditions précédentes, la plus haute division du championnat d'Asie de rugby se joue entre quatre équipes avec la promotion des Émirats arabes unis, arrivés premiers en 2023 de la division inférieure appelée Division 1.
A l'issue du tournoi, Hong Kong écrase la compétition et remporte sa cinquième édition d'affilée tandis que la Malaisie, ne récoltant aucun point, doit jouer en 2025 un match d'accession contre le vainqueur de la Division 1.

### Classement
| Rang | Nation              | J | V | N | D | Bo | Bd | Pm  | Pe  | Diff | Pts |
| ---- | ------------------- | - | - | - | - | -- | -- | --- | --- | ---- | --- |
| 1    | Hong Kong           | 3 | 3 | 0 | 0 | 3  | 0  | 189 | 18  | +171 | 15  |
| 2    | Émirats arabes unis | 3 | 2 | 0 | 1 | 2  | 0  | 103 | 103 | 0    | 10  |
| 3    | Corée du Sud        | 3 | 1 | 0 | 2 | 2  | 1  | 94  | 108 | -14  | 7   |
| 4    | Malaisie            | 2 | 0 | 0 | 2 | 0  | 0  | 30  | 187 | -157 | 0   |

|  | Vainqueur du tournoi |

|  | Match d'accession |

### Résultats

#### 1rejournée
| 1er juin | Hong Kong (bo) | 52 - 5 (23 - 5) | Émirats arabes unis | Hong Kong Football Club Stadium, Hong Kong |
| 1er juin | Rapport        |                 |                     | Hong Kong Football Club Stadium, Hong Kong |
| 1er juin |                |                 |                     | Hong Kong Football Club Stadium, Hong Kong |

| 2 juin | Corée du Sud (bo) | 55 - 5 (38 - 0) | Malaisie | Incheon Namdong Asiad Rugby Field (en), Incheon |
| 2 juin | Rapport           |                 |          | Incheon Namdong Asiad Rugby Field (en), Incheon |
| 2 juin |                   |                 |          | Incheon Namdong Asiad Rugby Field (en), Incheon |

#### 2ejournée
| 8 juin | Malaisie | 6 - 70 (3 - 42) | Hong Kong (bo) | UPM Stadium, Seri Kembangan (en) |
| 8 juin | Rapport  |                 |                | UPM Stadium, Seri Kembangan (en) |
| 8 juin |          |                 |                | UPM Stadium, Seri Kembangan (en) |

| 9 juin | Émirats arabes unis (bo) | 36 - 32 (13 - 27) | Corée du Sud (bo, bd) | The Sevens Stadium, Dubaï |
| 9 juin | Rapport                  |                   |                       | The Sevens Stadium, Dubaï |
| 9 juin |                          |                   |                       | The Sevens Stadium, Dubaï |

#### 3ejournée
| 21 juin | Émirats arabes unis (bo) | 62 - 19 (40 - 12) | Malaisie | The Sevens Stadium, Dubaï |
| 21 juin | Rapport                  |                   |          | The Sevens Stadium, Dubaï |
| 21 juin |                          |                   |          | The Sevens Stadium, Dubaï |

| 22 juin | Hong Kong (bo) | 67 - 7 (34 - 0) | Corée du Sud | Hong Kong Football Club Stadium, Hong Kong |
| 22 juin | Rapport        |                 |              | Hong Kong Football Club Stadium, Hong Kong |
| 22 juin |                |                 |              | Hong Kong Football Club Stadium, Hong Kong |

## Division 1
La compétition devait initialement opposer le Sri Lanka au Qatar et au Pakistan, mais ce dernier a déclaré forfait. En division 2, l'Iran a aussi déclaré forfait, ce qui laissaient seuls l'Inde et le Kazakhstan. Asia Rugby a alors décidé de fusionner les deux divisions et d'organiser un seul tournoi à Colombo.
Vainqueur du Kazakhstan en finale, dans un stade où s'étaient massées 20 000 personnes, le Sri Lanka remporte le titre.

### Résultats
|  | Demi-finales     | Demi-finales     |                        |    | Finale        | Finale        |
|  | Demi-finales     | Demi-finales     |                        |    | Finale        | Finale        |
|  |                  |                  |                        |    |               |               |
|  | le 30 avril 2024 | le 30 avril 2024 |                        |    | le 4 mai 2024 | le 4 mai 2024 |
|  | le 30 avril 2024 | le 30 avril 2024 |                        |    | le 4 mai 2024 | le 4 mai 2024 |
|  | Qatar            | 31               |                        |    | le 4 mai 2024 | le 4 mai 2024 |
|  | Qatar            | 31               |                        |    | le 4 mai 2024 | le 4 mai 2024 |
|  | Kazakhstan       | 33               |                        |    | le 4 mai 2024 | le 4 mai 2024 |
|  | Kazakhstan       | 33               | Kazakhstan             | 7  |               |               |
|  | le 30 avril 2024 |                  | Kazakhstan             | 7  |               |               |
|  |                  | Sri Lanka        | 45                     |    |               |               |
|  | Sri Lanka        | Sri Lanka        | 45                     | 45 |               |               |
|  | Sri Lanka        |                  |                        | 45 |               |               |
|  | Inde             | 10               |                        |    |               |               |
|  | Inde             | 10               | Match pour la 3e place |    |               |               |
|  |                  |                  |                        |    |               |               |
|  | le 4 mai 2022    |                  |                        |    |               |               |
|  |                  |                  |                        |    |               |               |
|  | Qatar            | 34               |                        |    |               |               |
|  | Qatar            | 34               |                        |    |               |               |
|  | Inde             | 25               |                        |    |               |               |
|  | Inde             | 25               |                        |    |               |               |

### Résultats détaillés
| 30 avril 2024 16 h 0 UTC+05:30 | Qatar | 31 - 33 | Kazakhstan | Colombo Racecourse (en), Colombo |
| 30 avril 2024 16 h 0 UTC+05:30 | Essai(s) : 4 Rakabu, Bezuidenhout, Lotter, essai de pénalité Transformation(s) : 3 Tremayne Pénalité(s) : 1 Tremayne Carton(s) jaune(s) : 1 Lotter | Rapport | Essai(s) : 5 Nazhibayev, Lymar, Litvinov, Petukhov, Cherbakov Transformation(s) : 4 Nazhibayev Carton(s) jaune(s) : 2 Akymbekov, Ivanov | Colombo Racecourse (en), Colombo |
| 30 avril 2024 16 h 0 UTC+05:30 | | Rapport | | Colombo Racecourse (en), Colombo |

| 30 avril 2024 19 h 0 UTC+05:30 | Sri Lanka | 45 - 10 | Inde                                                                                                  | Colombo Racecourse (en), Colombo |
| 30 avril 2024 19 h 0 UTC+05:30 | Essai(s) : 7 Dasanayake (2), Nanayakkara (2), Ratwatte, Nethmina, Gedera Transformation(s) : 5 Ratwatte (4), Nethmina Carton(s) jaune(s) : 1 Madushanka | Rapport | Essai(s) : 1 Tanwar Transformation(s) : 1 Nareej Pénalité(s) : 1 Punia Carton(s) jaune(s) : 1 Hansdah | Colombo Racecourse (en), Colombo |
| 30 avril 2024 19 h 0 UTC+05:30 | | Rapport | | Colombo Racecourse (en), Colombo |

| 4 mai 2024 16 h 0 UTC+05:30 | Qatar | 34 - 25 | Inde | Colombo Racecourse (en), Colombo |
| 4 mai 2024 16 h 0 UTC+05:30 | Essai(s) : 5 Phillips (2), Rakabu, Lock, Beracibi Transformation(s) : 3 Tremayne (2), Rakabu 1 Pénalité(s) : 1 Tremayne Carton(s) jaune(s) : 2 Swart, Hughes | Rapport | Essai(s) : 3 Nareej, Tanwar, Patil Transformation(s) : 2 Punia, Shukla Pénalité(s) : 2 Punia Carton(s) jaune(s) : 2 Shukla, Singh | Colombo Racecourse (en), Colombo |
| 4 mai 2024 16 h 0 UTC+05:30 | | Rapport | | Colombo Racecourse (en), Colombo |

| 4 mai 2024 19 h 0 UTC+05:30 | Kazakhstan                                                                                            | 7 - 45  | Sri Lanka | Colombo Racecourse (en), Colombo 20 000 spectateurs |
| 4 mai 2024 19 h 0 UTC+05:30 | Essai(s) : 1 Magomedov (57e) Transformation(s) : 1 Nazhibayev (58e) Carton(s) jaune(s) : 1 Imam (17e) | Rapport | Essai(s) : 7 Dore (10e), , Weerathunga (18e, Nanayakkara (24e), Ratwatte (31e), Ekanayake (36e), Jansen (41e), Silva (75e) Transformation(s) : 5 Ratwatte (25e, 32e, 38e), Nanayakkara (42e, Nethmina (76e) Carton(s) jaune(s) : 1 de Silva (61e) | Colombo Racecourse (en), Colombo 20 000 spectateurs |
| 4 mai 2024 19 h 0 UTC+05:30 | | Rapport | | Colombo Racecourse (en), Colombo 20 000 spectateurs |